# William Whewell

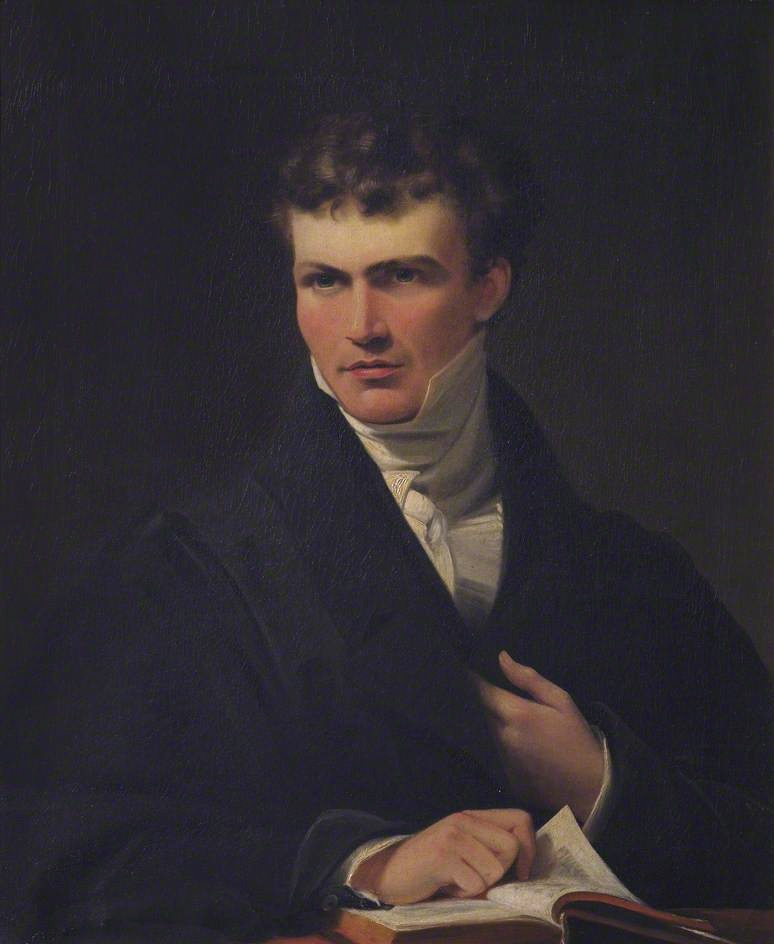
William Whewell

William Whewell (spreek uit ˈhju:əl; Lancaster (Lancashire), 24 mei 1794 - Cambridge, 6 maart 1866), was een Engels uomo universale, wetenschapper, priester, filosoof, theoloog en wetenschapshistoricus. 
Whewell studeerde aan Trinity College (Cambridge), waar hij in 1817 zelf Fellow werd. In 1828 werd hij  hoogleraar mineralogie, en vanaf 1838 was hij hoogleraar in de moraalfilosofie aan de Universiteit van Cambridge. In 1855 ging hij met emeritaat.
Onder zijn bekendste werken zijn "History of the Inductive Sciences", verschenen in 1837, en "Philosophy of the Inductive Sciences, Founded Upon Their History" van 1840, waarin hij een poging heeft ondernomen de wetenschap in kaart te brengen en te systematiseren. 
Het mineraal whewelliet is naar hem vernoemd.

## Publicaties
- 1831. Astronomy and general physics considered with reference to Natural Theology. Cambridge : Bridgewater Treatise.
- 1837. History of the Inductive Sciences, from the Earliest to the Present Times. 3 delen
- 1840. The Philosophy of the Inductive Sciences, founded upon their history. 2 delen.
- 1845. The Elements of Morality, including polity. 2 delen.
- 1846. Lectures on systematic Morality. Londen.
- 1849. Of Induction, with especial reference to Mr. J. Stuart Mill's System of Logic. Londen.
- 1852. Lectures on the history of Moral Philosophy. Cambridge: Cambridge University Press.
- 1853. Of the Plurality of Worlds. Londen.
- 1858. The history of scientific ideas. 2 delen. Londen.
- 1858. Novum Organon renovatum, Londen.
- 1860. On the philosophy of discovery: chapters historical and critical. Londen.
- 1861. Plato's Republic. Vertaling. Cambridge.
- 1862. Six Lectures on Political Economy. Cambridge.
- 1862. Additional Lectures on the History of Moral Philosophy. Cambridge.

Over Whewell:
- Steffen Ducheyne (2007). "Noodzakelijkheid bij Whewell, De ontwikkeling van een concept". In: Tijdschrift voor Filosofie vol. 70(2): 239–266